# Isidore Bethel
Pour les articles homonymes, voir Bethel.
Isidore Bethel est un cinéaste franco-américain que Filmmaker Magazine a nommé l'un des « 25 nouveaux visages du cinéma indépendant » en 2020. Les films qu'il monte, réalise et produit font appel au cinéma pour tirer du sens d'expériences débordantes et se focalisent sur des thèmes récurrents tels le déplacement, le deuil, la thérapie, le vieillissement, le trauma et la sexualité.

## Biographie
Son premier long-métrage en tant que réalisateur, Liam, a eu sa première mondiale au Festival du film LGBT de Boston et a reçu le Prix du Jury documentaire au Festival du film LGBTQ+ de Paris en 2018,. Son deuxième long-métrage, Acts of Love, coréalisé avec l'acteur et écrivain français Francis Leplay, a eu sa première mondiale à Hot Docs en 2021. Bethel a été monteur et producteur associé d'Of Men and War du réalisateur français Laurent Bécue-Renard, qui a eu sa première mondiale au Festival de Cannes en sélection officielle, a gagné le Grand Prix VPRO du meilleur long-métrage au Festival international du film documentaire d'Amsterdam, a reçu une nomination de meilleur documentaire aux Prix du cinéma européen et a été projeté au Documentary Fortnight du Museum of Modern Art à New York. Il a monté Grandir de la réalisatrice pied-noir Dominique Cabrera, qui a été sélectionné à l'ACID Cannes et qui a reçu le Prix Potemkine au Cinéma du réel,. Il a également monté et produit La Balada del Oppenheimer Park du cinéaste mexicain Juan Manuel Sepúlveda, qui a reçu une nomination de meilleur documentaire aux Prix Ariel et une mention spéciale au Cinéma du réel. Il a aussi travaillé avec le réalisateur français Jean-Xavier de Lestrade. Des critiques de cinéma ont écrit que son style de montage est démonstratif d'une « retenue admirable », « évocateur de Wiseman », « tendre » et « élégant ».
Ancien étudiant d'Harvard, de l'École Normale Supérieure comme pensionnaire étranger, et de l'École de l'Art Institute of Chicago, Bethel a bénéficié de financements de l'Institut français, de la Région Île-de-France, de la Fondation Lagardère, et la Fondation Jack Kent Cooke, ainsi que de soutiens de Berlinale Talents, IFP, Film Independent, le Logan Nonfiction Program et Eurodoc. Il a enseigné le cinéma à Sarah Lawrence College à Paris et à Parsons Paris.

## Filmographie
Monteur
- 2013 : Grandir de Dominique Cabrera (ACID Cannes)
- 2013 : « Goat Milk » de Dominique Cabrera – court-métrage (CINÉMED)[30]
- 2014 : Of Men and War de Laurent Bécue-Renard (Festival de Cannes) (également producteur associé)
- 2016 : La Balada del Oppenheimer Park de Juan Manuel Sepúlveda (mention spéciale au Cinéma du réel)[31] (également producteur)
- 2018 : Caballerango de Juan Pablo González (IDFA)[32] (également consultant de production)
- 2020 : So Late So Soon de Daniel Hymanson (True/False Film Festival)[33] (également producteur associé)
- 2021 : « Some Kind of Intimacy » de Toby Bull – court-métrage (Sundance Londres)[34] (également producteur)
- 2022 : What We Leave Behind de Iliana Sosa (Prix "New Voices" et "Lone Star" à SXSW)[35] (également coproducteur)
- 2022 : « Blue Room » de Merete Mueller – court-métrage (AFI Fest)[36] (également producteur associé)
- 2022 : « Suddenly TV » de Roopa Gogineni – court-métrage (Prix Spécial du Jury à SXSW)[37] (en tant que monteur consultant)
- 2023 : The Taste of Mango de Chloe Abrahams (True/False Film Festival)[38]
- 2023 : Hummingbirds de Silvia Del Carmen Castaños et Estefanía Contreras (Grand Prix de la section Generation à la Berlinale)[39] (également coproducteur)

Réalisateur
- 2018 : Liam (Prix du Jury à Chéries-Chéris) (également producteur)
- 2021 : Acts of Love (Hot Docs) (également producteur)